# Housseras
Housseras – miejscowość i gmina we Francji, w regionie Grand Est, w departamencie Wogezy.
Według danych na rok 1990 gminę zamieszkiwało 411 osób, a gęstość zaludnienia wynosiła 21 osób/km² (wśród 2335 gmin Lotaryngii Housseras plasuje się na 654. miejscu pod względem liczby ludności, natomiast pod względem powierzchni na miejscu 187.).